# Erik Bo Andersen
Erik Bo Andersen (født 14. november 1970 i Randers) er en tidligere dansk fodboldspiller . Han gik under tilnavnet "Den røde Romario" og var ikke kendt som den store tekniker, men scorede mange mål. Han er mest kendt for sit hattrick mod AGF 18. juni 1995, hvilket gav AaB deres første danske mesterskab. Erik Bo Andersen var også den første, der scorede et udebanemål for et dansk hold i Champions League.

## Karriere
Han kom oprindeligt fra Dronningborg ved Randers og begyndte karrieren i Dronningborg Boldklub, hvor han blev trænet af den legendariske træner Torben Quist Andersen. Herefter spillede han i en længere årrække for AaB. Siden har han også været hos Glasgow Rangers, Vejle Boldklub, Odense Boldklub, MSV Duisburg og Odd Grenland.
Erik Bo Andersen nåede 6 A-landskampe, hvori han ikke scorede nogen mål. Til gengæld scorede han et enkelt mål i sin eneste B-landskamp.

## Anden virke
Ved kommunalvalget i 2005 blev Erik Bo Andersen som kandidat for Venstre valgt ind i byrådet i Randers Kommune. Det blev til 217 stemmer, hvilket lige akkurat var nok til at sikre ham det yderste af Venstres mandater.
I 2013 gik Erik Bo Andersen konkurs med sine byggeselskaber EBA Invest og Dronningborg Byggefirma. I dag er han bl.a. træner for Dronningborg Boldklub i Randers.